# Goldbandkotinga
Die Goldbandkotinga (Pipreola riefferii), manchmal auch Grünrücken-Schmuckvogel genannt, ist eine Vogelart aus der Familie der Schmuckvögel (Cotingidae). Die Art hat ein großes Verbreitungsgebiet, dass die südamerikanischen Ländern Venezuela, Kolumbien, Ecuador und Peru umfasst. Der Bestand wird von der IUCN als nicht gefährdet (Least Concern) eingeschätzt.

## Merkmale

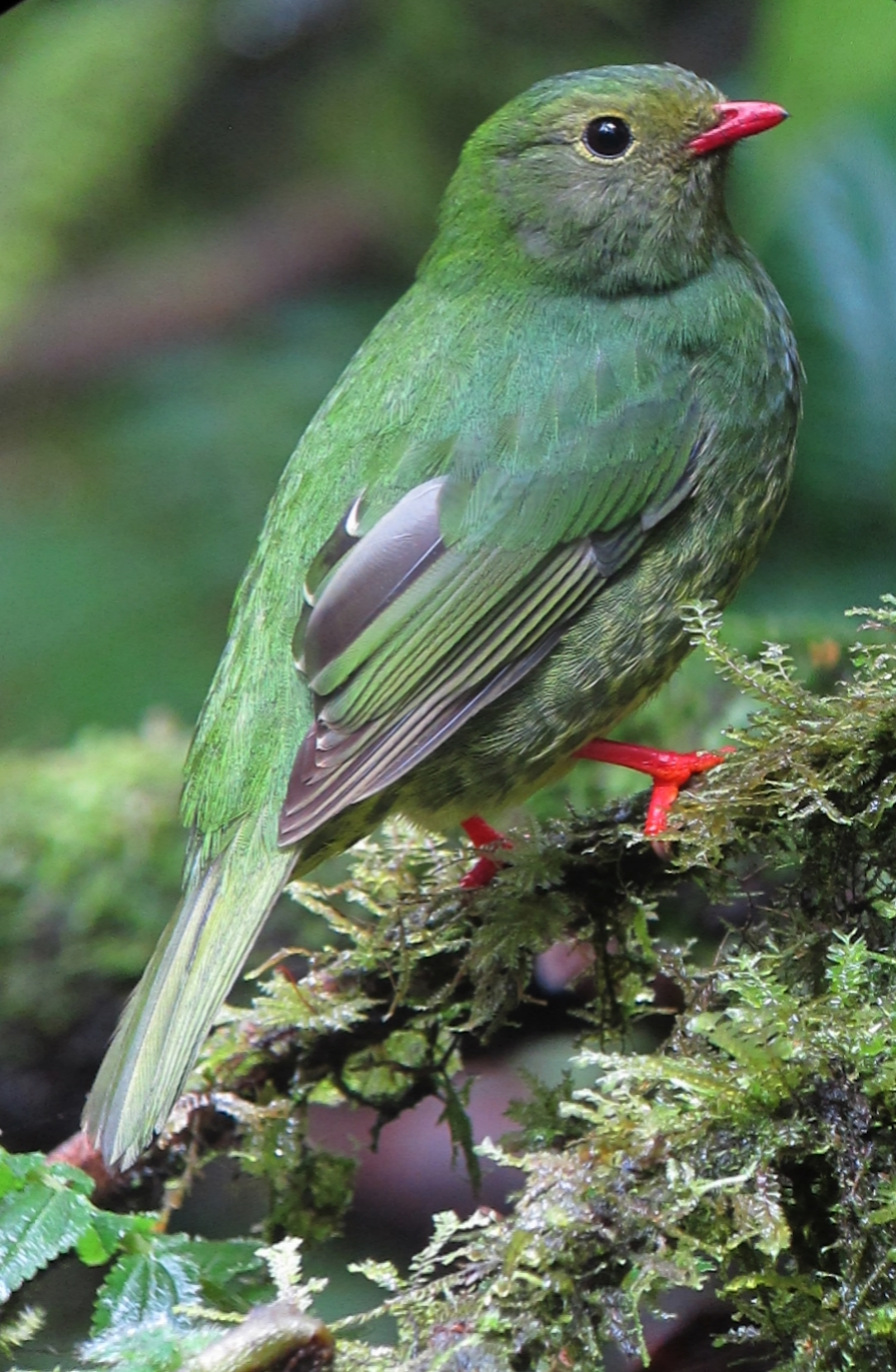
Weibchen

Die Goldbandkotinga erreicht eine Körperlänge von etwa 18 bis 18,5 Zentimetern. Der Schnabel und die Beine sind rötlich orange. Der gesamte Kopf, die Kehle und Brust sind beim Männchen schwarz gefärbt. Der Kehllatz und der Nacken weisen einen dünnen gelben Streifen auf. Die Oberseite ist hell moosgrün. An den Schirmfedern finden sich weiße Sprenkel. Die Unterseite ist überwiegend grün mit mehr oder weniger grünen Flecken und Streifen durchzogen. Das Weibchen ist ähnlich, hat aber einen grünen Kopf. Außerdem fehlt der gelbe Rahmen am Kehllatz. Im hinteren Teil der Unterseite finden sich deutliche grüne Sprenkel und Streifen.

## Verhalten
Der Vogel hockt meist ruhig und unauffällig in Paaren oder kleineren Gruppen von drei bis sechs Artgenossen im Geäst. Bewegen sich die Artgenossen weg, so folgt er ihnen oft hüpfend durch bodennahe Vegetation bis hin in die mittleren Strauchschichten. Mit Vorliebe zupft er Früchte, die er sowohl sitzend als auch im Schwebeflug vertilgt.

## Verbreitung und Lebensraum
Man findet die Goldbandkotinga normalerweise in Höhen zwischen 1700 und 2900 Metern. Ausnahme ist der Cerro Mongus in der Provinz Carchi im Nordosten Ecuadors, wo der Vogel in 3300 Meter Höhe beobachtet wurde. Er kommt in den gemäßigten und subtropischen Zonen an beiden Hängen der Anden vor.

## Unterarten
Bisher sind sechs Unterarten bekannt, die sich vor allem durch ihre Färbung unterscheiden.
- Pipreola riefferii melanolaema P. L. Sclater, 1856 – kommt in den Bergen des Nordens und Nordwestens Venezuelas im Süden des Bundesstaates Lara, südlichen und zentralen  Táchira und Aragua, östlich bis nach Miranda vor.
- Pipreola riefferii riefferii (Boissonneau, 1840)[2] – Nationalpark Perijá an der Grenze von Kolumbien und Venezuela, Westen Venezuela im westlichen Teil von Táchira, Ost- & Zentralanden Kolumbiens.
- Pipreola riefferii occidentalis (Chapman, 1914)[3] – Westanden Kolumbiens und an den Westhängen in Ecuador.
- Pipreola riefferii confusa J. T. Zimmer, 1936[4] – Ostanden Ecuadors sowie extremer Norden Perus im Westen der Region Amazonas.
- Pipreola riefferii chachapoyas (Hellmayr, 1915)[5] – Norden Perus östlich des Marañón-Flusses in den Regionen Amazonas und San Martín.
- Pipreola riefferii tallmanorum O’Neill & Parker, 1981[6] – Cordillera de Carpish im Departamento de Huánuco in Zentralperu.

## Etymologie und Forschungsgeschichte
Die Erstbeschreibung des Goldbandkotingas erfolgte 1840 durch Auguste Boissonneau unter dem wissenschaftlichen Namen Ampelis riefferii. Als Verbreitungsgebiet gab er Santa Fe de Bogota an. In den 1830 und 1840 reiste der Franzose Etienne Rieffer (1806–1872) durch Kolumbien. Vermutlich in den Jahren 1838 oder 1839 schickte er Vogelbälge nach Europa. Die Lieferung wurde Auguste Boissonneau, Frédéric de Lafresnaye, Marc Athanase Parfait Œillet Des Murs und Jules Bourcier bekannt. Sie beschrieben viele der Bälge in den Zeitschriften 'Revue Zoologique' und 'Revue et Magazin'. Weitere Bälge Rieffers gingen an Coenraad Jacob Temminck. Temminck esr die Art schon länger bekannt und riet Boissonneau, die Papageitangare (Chlorornis riefferii) nach Rieffer zu benennen.  Boissonneau folgte dem Ratschlag und benannte zusätzlich den Goldbandkotinga unter dem Namen Ampelis riefferii. Erst später wurde der Vogel unter der Gattung Pipreola Swainson, 1838 klassifiziert. Der Begriff ist der Diminutiv von Pipra und hat seinen Ursprung in πιπρα pipra für einen nie identifizierten kleinen Vogel laut Aristoteles. Carl von Linné verwendete Pipra 1764 für den Rothaubenpipra
(Pipra aureola). Tallmanorum ist Dan Allen Tallman (geb. 1947) und Erika Jansic Tallman (geb. 1949) gewidmet. Cchachapoyas bezieht sich auf die Provinz Chachapoyas. Confusa hat seine Ursprung in lateinisch confusus, confundere ‚verwirred, mischen‘. Schließlich ist melanolaema ein Wortgebilde aus μελας, μελανος melas, melanos für schwarz und λαιμος laimos für Kehle.